# Christy Hemme
Christina Lee Hemme, née le 28 octobre 1980 à Poway, Californie, est une catcheuse, valet, chanteuse, mannequin américaine mieux connue sous le diminutif de Christy Hemme, également connue pour son apparition en avril 2005 dans le magazine Playboy.
Elle a été employée par la Total Nonstop Action Wrestling, et a fait des apparitions à la World Wrestling Entertainment ainsi qu'à Queens of Chaos. Elle est également la chanteuse d'un groupe de rock appelé HEMME.

## Biographie
Christy Hemme a grandi à Temecula. Elle aimait les courses de vélos de rue et de motos tout-terrain. Elle s'était décrite comme un garçon manqué. Elle a grandi en regardant le catch. et son catcheur favori, The Undertaker. 
Elle a été une meneuse pendant deux ans à Temecula Valley High. Elle fut diplômée en 1998 à 17 ans. Elle fréquenta le Mount San Jacinto College, où elle se spécialisa en danse.

## Carrière dans le mannequinat
Après être diplômée, elle déménagea à Los Angeles, Californie pour poursuivre une carrière dans le mannequinat. Elle joint groupe de danse burlesque connue comme The Perfect Angelz. Elle s'est représenté aux tours Easyrider et aux courses de moto Harley. Elle est apparue dans des magazines comme Maximal, Playboy, Rolling Stone et Stuff. Elle est également apparue dans le clip vidéo des Trace Adkins dans la chanson Chrome et dans Honky Tonk Bradonkadonk et dans des vidéos des groupes Blink-182 et Sonic. Elle avait également des parts commerciales pour AT&T et TrimSpa, et elle fut une porte-parole pour Hawaiian Tropic.

## Carrière dans le catch

### World Wrestling Entertainment (2004-2005)

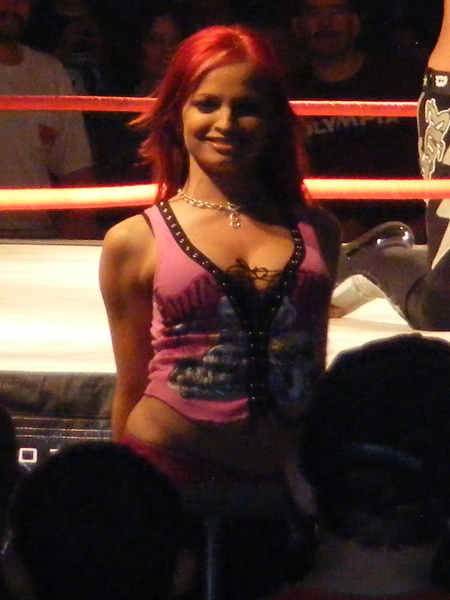
Christy Hemme.

#### Diva Search (2004)
Durant l'été 2004, Christy Hemme apparut pour la première fois sur les écrans de la World Wrestling Entertainment, à l'occasion du WWE Diva Search, une compétition organisée par la WWE afin de recruter « La nouvelle Diva ». Durant la compétition, toutes les compétitrices étaient soumises à différentes épreuves, puis par la suite au vote du public afin d'en éliminer une chaque semaine. Lors du SummerSlam 2004, Christy et les cinq autres finalistes gagnèrent contre les WWE Divas dans un jeu de balle aux prisonniers. Sa dernière adversaire fut Carmella DeCesare. Le 20 septembre 2004, Christy Hemme est annoncée gagnante. À la clé de cette victoire, un contrat d'un an avec la WWE rémunéré pas moins de 250 000 $.

#### RAW(2004-2005)
À la suite de sa victoire, Christy commença une carrière à RAW. Rapidement, elle entre en rivalité avec son adversaire lors de la finale du Diva Search, Carmella DeCesare. Elle l'affronta alors dans un lingerie pillow fight lors de Taboo Tuesday 2004 et remporta ce match.
Après sa feud contre Carmella, la WWE lui offrit un push (une mise en valeur) en la faisant rivaliser avec la championne féminine WWE, Trish Stratus. Cette dernière méprisait Christy à cause de son apparition dans le magazine Playboy d'avril 2005. Christy provoqua alors Trish Stratus dans un match pour le titre lors du plus grand PPV annuel de la WWE : WrestleMania. C'est Lita, l'ennemie jurée de Trish Stratus qui entraina Christy durant les semaines précédents le match (kayfabe). Le 3 avril 2005 à WrestleMania 21, eut la grande responsabilité de combattre pour le titre en étant encore qu'une débutante mais fut vaincue par Trish Stratus. Une feud commença alors entre Christy et Victoria, qui était jalouse des opportunités offertes à la jeune novice. C'est à Vengeance 2005 que leur rivalité arriva à son point culminant, dans un match les opposant lors de ce PPV. Ce fut une défaite de plus pour Christy.
Après cela, Christy se montra pendant quelque temps aux côtés de Eugène. Ce fut de courte durée puisqu'elle fût alors transférée avec Stacy Keibler de RAW à WWE SmackDown en échange de Candice Michelle et Torrie Wilson.

#### SmackDown(2005)
Pour son premier match dans cette nouvelle division, elle affronta Stacy Keibler, également nouvelle, dans un Lingerie Pillow fight match. Elle commença alors une feud contre Melina de l'équipe des MNM. Par la suite, elle s'allia à la Legion of Doom pour finalement aboutir à un match à six lors de No Mercy 2005 le 9 octobre : Christy et la Legion of Doom emportèrent la victoire contre les MNM grâce à Christy qui porte le finish de la Legion of Doom (le Doomsday Device) sur Melina. Leur rivalité dura jusqu'au mois de novembre.

### Ohio Valley Wrestling (2005)
À la fin du mois de novembre, Hemme fut envoyée à la OVW, une des sous fédérations de développement de la WWE. Lors de son premier match, elle s'allia alors à Matt Cappotelli contre Aaron Stevens, Beth Phoenix et Shelly Martinez. Le 5 décembre, Christy annonça sur son site web qu'elle serait désormais entrainée à plein temps par l'OVW. Un jour plus tard seulement, la WWE mis fin à son contrat, prétendant des raisons financières et le fait qu'elle n'avait rien d'intéressant à proposer à Christy.

### Total Nonstop Action Wrestling (2006-2016)

#### Début et rivalités diverses

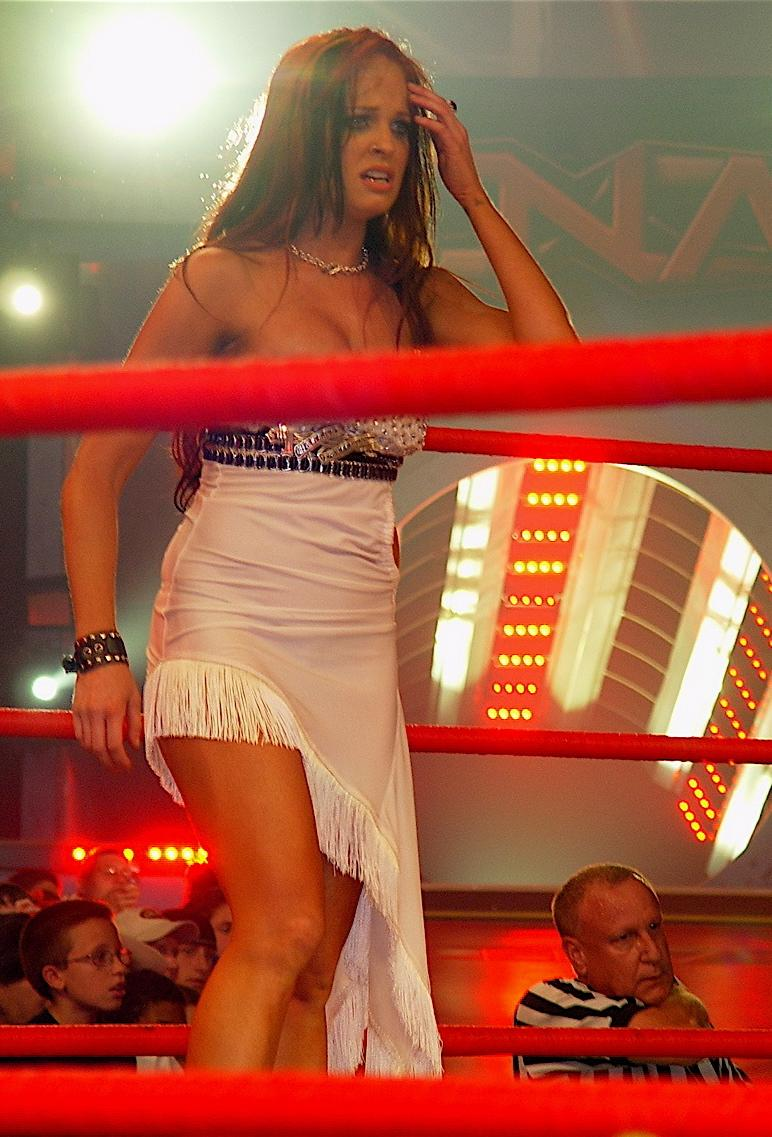
Christy Hemme à la TNA en 2007.

Après quelques mois dans le noir complet, Christy Hemme refit apparition le 23 avril 2006 à la Total Nonstop Action Wrestling lors de Lockdown 2006. À cette occasion, elle ne s'occupa que d'apporter une enveloppe au commentateur Mike Tenay. En plus de son rôle à TNA Impact!, Christy fut également placée en tant que co-animatirce avec Jeremy Borash pour le TNA Global Impact!. Lors de Hardcore War, Christy arbitra un match opposant Traci et Gail Kim.
Pose nue sur le ring le 20 juin 2006.
Le rôle de Christy à la TNA devint ensuite assez flou. Il faut attendre le PPV Final Resolution 2007 pour voir Christy monter sur le ring pour confronter la Voodoo Kin Mafia et se lancer dans une promo sur la condition des femmes dans le catch en faisant allusion à son emploi à la WWE où on lui demandait principalement d'être en sous-vêtements et de lutter dans des matchs ridicules (comme le lingerie pillow fight). Alors que BG James se montrait assez compréhensif, Kip James fit des réflexions misogynes envers Christy ce qui déclencha leur rivalité. Les semaines suivantes, on montra de nombreuses disputes entre elle et Kip James. Lorsque Christy alla se plaindre auprès de Jim Cornette, celui-ci la plaça alors dans un match humiliant : un tuxedo match contre l'infâme Big Fat Oily Guy, match qu'elle gagna. Après le match, Kip James arriva et retira le costume de Christy qui se retrouva en soutien-gorge.
Lors de Destination X 2007, Christy débuta alors en tant que valet en faisant venir The Heartbreakers (anciennement The Heart Throbs à la WWE) pour affronter en vain VKM. Christy amena une autre équipe à Lockdown 2007, Serotonin, mais ces derniers sont à nouveau battus par VKM.
Récemment, Christy est associée de manière permanente à Basham et Damaja dans sa rivalité face à VKM. À Sacrifice 2007, ils battent Kip James dans un match handicap. Puis à Slammiversary 2007 ils sont battus par VKM, mais à la fin du match, Lance Hoyt qui accompagnait VKM se retourne contre eux : il se révèle être le petit ami de Christy.

#### Retraite, Intervieweuse & Annonceuse de Ring, Départ
Elle annonce sa retraite pour cause de blessure au cou. Elle dit être de retour à la TNA pour les interviews en coulisse.et, le 4 janvier 2010, Christy a été placé dans les backstages comme intervieweuse, et remplace Lauren. À l'Impact du 16 décembre 2010, elle intervient dans le match opposant Jay Lethal à Roobie E en empêchant Cookie d'intervenir en se menottant elle-même a Cookie. À présent elle est annonceuse de ring et est considérée comme une des plus belles voix d'annonceuse de catch[non neutre]. Elle commence par faire les matches de la soirée (hors Main Event) de la période du 6 mai 2011 au 19 avril 2012 ou en plus, elle annonce les Main Events d'Impact Wrestling[Quoi ?]. Elle annonce aussi tous les matches des Knouckout. Elle quitte la TNA en avril 2016 

## Palmarès
- Pro Wrestling Illustrated
  - Classé 42e au classement des 50 meilleures catcheuses en 2008[3]

- Total Nonstop Action Wrestling
  - Knockout of the Year (2006)

- World Wrestling Entertainment
  - 2004 WWE Diva Search Winner[2]